# Хрисовуља цара Стефана Душана за Хиланадар о Лужачкој метохији
Хрисовуља цара Стефана Душана манастиру у Лужцу је даровна повеља српског краља Стефана Душана написана у Прилепу 18. јануара 1347. године, којим је српски краљ потврдио власт над селом у метоху манастира Хиландара на власт над селом Лужец (данас село Мелисоургос, Грчка) у североисточном делу полуострва Халкидикија. Поред манастирских имања, краљ је додао и тврђаву Палеохору (данас село Палеохора, Грчка) и суседно село Кокалино Љутовес (данас село Кокалу, Грчка). По краљевој наредби, властелин Калавар и чифчија Бранило послани су на локалитет да оцртају нове границе пописаних имања, а резултат њихове мисије је детаљно описан у повељи. Повеља је оригинална и чува се у архиви манастира Хиландар под бројем 44, топографска сигнатура А 4/17. Датована је, али пошто је њен текст местимично оштећен, њен тачан датум није сачуван, већ је утврђен на основу података из њеног садржаја.

## Карактеристике
Писмо је исписано финим чиновничким курзивом на папиру димензија 43,5 цм Χ 32 цм, који је залепљен на други лист. Заједно са краљевим потписом, текст повеље заузима 28 редова, исписаних смеђим мастилом. Призивни крст на почетку, речи краљ, реч, моје краљевство и краљевски потпис са његовим орнаменталним додацима исписани су црвеним мастилом. Повеља је оштећена у доњој половини: на њеном крају су две рупе, једна изнад друге, при чему је већа доња рупа уништила годину и индикацију у датуму повеље, од којих су сачувани само дан и месец - 18. јануар. На местима је и текст избрисан од влаге. Цео доњи део табака, где је био печат, био је откинут, чиме је оштећен део царског потписа.

## Структура и садржај
Писмо почиње симболичком инвокацијом у облику крста. Следи арете, који се не налази ни у једној повељи писаној пре проглашења Стефана Душана за краља у Скопљу 1346. године. Њена формулација је, међутим, постала карактеристична за повеље каснијег времена – познато је још десет повеља са истим арете, које су издали потоњи владари, као што су цар Урош, краљ Вукашин, деспот Угљеша, Константин Драгаш, краљ Твртко II, кнез Лазар и његов син Стефан Првовенчани.
Овај уводни део изражава понос Стефана Душана стеченим царским достојанством и истиче универзални значај његове моћи, упоређене по достојанству и значају са влашћу првих хришћанских царева. Потом следи интитулација у којој Стефан Душан истиче божанско порекло своје моћи, примљене Божијом благодаћу и у наслеђе од првог српског владара Стефана Немање, а молитвама Светог Саве и свих предака царског рода. Након интитулације, следи излагање повеље у коме се наводи да се, док се он заједно са својом господом (нижим српским великашима), у време уживања у благодати и даровима Божијим, јавила делегација манастира Хиландара, коју је предводио игуман Теодол, који је у Луженцу изнео претензије хиландарског братства у Луженцу. Своје тежње за манастиром и његовим поседима игуман је поткрепљивао писмима и простагмама грчких краљева, које је сам поклонио краљу. Подстакнут њиховом садржином, Стефан Душан у диспозицији повеље потврђује право Хиландара на управљање дотичним манастиром и придодаје му тврђаву Палеохор и село Кокалино Љутовес. Следи детаљан опис нових поседовних граница манастира, који су уцртали властелин Каловар и челник Бранило, које је свештеник претходно са овом мисијом послао на терен.
Након потврђивања, којим се потврђују краљевске наредбе, следи списак имунитетских права манастира Хиландар, који краљ ослобађа од свих великих и малих радова, са акцентом и на манастирска имања у оближњем центру моћи у Рединама.
Санкција у повељи представља клетву против оних који се усуде да прекрше донете наредбе, чија је казна гнев Господа и Пресвете Богородице на дан Суда, претња разорном снагом крста часног и клетве светих никејских отаца, четворице јеванђелиста и свих светих православних.
Од датума повеље сачувани су само дан и месец њеног издавања – 18. јануар. Година и индикација су враћени на основу садржаја. На пример, повеља није требало да буде написана пре проглашења Стефана Душана за краља у априлу 1346. С друге стране, повеља није смела да буде написана после децембра 1347, пошто друга царска повеља – она за Карејеву келију из јануара 1348. године – помиње Теодула као некадашњег игумана Хиландара, а затим указује на игумана Хиландара. Дакле, повеља Стефана Душана за манастир у Лужецу написана је у периоду од априла 1346. до децембра 1347. године, а 18. јануар у овом периоду наступио је тек 1347. године.
Издавањем повеље за манастир у Лужцу Стефан Душан је ставио тачку на дугогодишњи спор између манастира Хиландар и манастира Зограф око имовине.
Хилендар је први пут стекао поседе на овим просторима 1360-их година, када је добио донацију од византијског племића Димитрија Спартана. Временом су се поседи манастира у селу Долњи Лужец повећавале, што је довело до имовинског спора крајем 1420-их са манастиром Зограф, који је такође поседовао велико имање у Долњем Лужецу око чувене воденице, која се налазила на самој граници између имања два манастира.
Развој спора између Хилендара и Зографа пратио је промене политичких прилика у региону, али је на крају превагнуо српски манастир Хиландар, потпомогнут ширењем власти Стефана Душана на целу Македонију, након чега су бугарски монаси у Зографу изгубили сва своја имања у области Лужеца.